# Hawthorn Football Club
}}
O Hawthorn Futebol Clube, apelidado de Hawks (Falcoes em Portugues), é um clube de futebol australiano que disputa regularmente a Australian Football League (AFL). O clube fundado em 1902 é a mais nova das equipes vitoriosas da AFL. O clube é o clube mais bem sucedido dos últimos 50 anos, tendo conquistado 10 Premierships (Maior Campeonato de Clubes de Futebol Australiano do mundo), A ultima conquista foi a Premier League de 2008. O uniforme do time lembra do clube Penarol, ou seja a camisa é marrom e dourado com listras Verticais. O lema da equipe é 'Agendo Spectemur' livremente traduzido como "vamos ser julgados pelos nossos atos».
Os Falcões "origens estão no subúrbio de Melbourne interior leste de Hawthorn e, também, na Glenferrie Oval, que é ex-clube de futebol australiano, porém esta desativado desde 1973. 
Em 2006 Hawthorn formação e administração foi localizado na Waverley Park - no meio da base do clube, torcedor importante na região de Melbourne exterior oriental, e desde 2007 Hawthorn já disputou quatro jogos em um ano seu segundo Aurora Stadium em Launceston, Tasmânia com os jogos restantes disputada no Melbourne Cricket Ground, homeground do clube jogando atual.

## História
A origem do clube de futebol australiano em Hawthorn é incerta, muito poucos registros foram mantidos e o início da história está sujeita à interpretação e ao  revisionismo histórico. 
Os livros de história oficial do clube e muitos torcedores convictos de que a origem do clube data de volta para a sua fundação em 1873, numa reunião no Hotel Hawthorne. [Apesar de uma Hawthorn Football Club de fato forma neste momento e desde que a região tem sido continuamente representada por uma equipa de futebol, não era o Hawthorn que compete a nível AFL hoje. É mais provável que o clube hoje é realmente o terceiro clube a levar o nome "Hawthorn Football Club." de acordo com alguns vestigios no sábado 12 de maio de 1883: - "O Clube de Hawthorn ter dissolvido, todos os compromissos para o período que se seguiu foram cancelados." Em 1889, a Riversdale Football Club (fundada em 1880) é relatado ter mudado seu nome para o Futebol Clube de Hawthorn. Este clube também cessou em 1890. Nenhum clube Hawthorn existia em 1890 - 92.
Um clube de novo mandatário, o chamado "Hawthorn Football Club", foi formado em 1893. Ele competiu na Júnior Victorian Football Association até 1898. Sem um motivo para jogar, no entanto, o clube foi dissolvido em 1899.

## Renovação do clube de Hawthorn
Em abril de 1902, Alf Kosky formaram um clube do distrito de vários clubes sob a bandeira do Hawthorn Football Club para competir na Júnior Metropolitana de Football Association. O clube se fundiu com Boroondara em 1905, e em 1912, Hawthorn mesclado com juniores do clube bem sucedido o Rovers Hawthorn para formar o Hawthorn City Football Club para se tornar parte de um conselho bem sucedido impulso para ter um clube na prestigiada Victorian Football Association (AFA).
Entrada para o VFL.

## Entrada na VFL
Desde 1919 o VFL tinha nove clubes que causou uma equipe para ser ocioso todos os sábados, o VFL fez questão de acabar com uma semana de cada bye. Em 1924, um grupo que se autodenomina "Cidadãos Hawthorn 'Liga da Campanha começou a recolher o apoio à admissão do clube de futebol para o VFL. Outras representações veio de Brighton, New Brunswick, Footscray, North Melbourne, Prahran, Camberwell e Caulfield. Na noite de 9 de janeiro de 1925 uma reunião de comissão do VFL, presidido pelo Reg Hunt de Carlton, decidiu ampliar a concorrência de clubes de nove a doze. Foi decidido na reunião de admitir o "Hawthorn Football Club", juntamente com Footscray e Melbourne Norte, todos os três vindo do Victorian Football Association (AFA). Hunt originalmente recomendados Hawthorn, Footscray e Prahran North Melbourne, mas acabou foi substituída por Prahran por causa de questões de controlo em terra.
O Mayblooms, como eram conhecidos, em seguida, tornou-se a rapazes perene Chicote da competição. Eles tiveram uma atitude quase casual para jogar futebol e não foram capazes de sequer pagar seus jogadores o pagamento partida, então, autorizado pela Lei Coulter. Apesar da presença de um número de jogadores de classe como a verdadeira Bert Hyde, Bert Mills, Stan Spinks, Alec Albiston e Col Austen, Hawthorn no primeiro dezessete anos nunca ganhou mais de sete jogos em uma temporada.

## O Hawthorn nos Dias de Hoje

### Era Schwab
Peter Schwab foi feito o técnico do Hawks para a temporada 2000, o time jogou um estilo mais ofensivo do que o futebol "responsável" disciplina de Ken juiz. Os Falcões chegou às meias-finais, antes de perder a estréia do campeão North Melbourne cangurus. A equipe de progressos significativos em todo o campo. Daniel Chick e Nick Holland foram as vencedoras do Crimmins Peter Medal. Chance Bateman se tornou o segundo indígena brasileiro para jogar Hawthorn.
Em 2001, o Hawks novamente apreciado um ano de sucesso, mas era para ser a última de várias temporadas. O Hawks venceu 8 jogos consecutivos no início da temporada e, apesar de vacilante na parte do meio do ano, teve uma parada cardíaca vitória na semi final contra a Port Adelaide e chegou à final preliminar, que perdeu por pouco para Essendon. Na off-season, Hawthorn negociados Trent Croad e Lucas McPharlin para o no.1 Draft Pick Luke Hodge, no.20 e no.36 Daniel Elstone Sam Mitchell. Em retrospectiva, os falcões são vistos por ter ganho este comércio. Trent Croad que, ironicamente, o retorno para Hawthorn dois anos depois.
O Hawks perdeu a final por completo em 2002, terminando em 10, que foi considerado um resultado muito decepcionante para o clube. Shane Crawford ganhou a Medalha Pedro Crimmins depois de outra temporada estelar. Jogadores que fizeram sua estréia esse ano Luke Hodge, Sam Mitchell, Campbell Brown, Robert Campbell e Mark L. Williams que todos jogam no lado Premiership 2008. No período de entressafra, o Hawks novamente provaram ser grandes jogadores, e enlaça os serviços de St Kilda Ruckman Peter Everitt.
Após um mau início de temporada 2003, o Hawks foi para terminar o segundo semestre do ano uma forte e terminou em 9 º lugar, faltando estreita a fase final. Brilhou Sam Mitchell para o Hawks e venceu o Rising Star Award. Esta forma teve apostadores animado e da equipe eram os favoritos para um top 4 terminar o próximo ano. Shane Crawford, mais uma vez ganhou a Medalha Pedro Crimmins, com 'Crawf' também vem em segundo lugar na medal Brownlow, por um único voto.
Durante a pré temporada 2004 o treinador Hawthorn Peter Schwab declarou que o Hawks iria "ganhar a Premier League", embora esta declaração será seguida por uma temporada terrível para que o Hawthorn Hawks conseguiu apenas 4 vitórias e 18 derrotas. O clube implodido e, por meio da época o treinador Peter Schwab foi demitido, eo Capitão Shane Crawford quebrou o braço e, finalmente, abandonou a capitania. Após o colapso do clube em campo, muitos jogadores para a esquerda ou foram demitidos do clube. Nathan Thompson deixou o clube alegando um recomeço após a sua admissão de que ele sofria de depressão. Rayden Tallis, Mark Graham, Kris Barlow e Lance Picioane Também foram liberados do clube. Mais de 700 jogos de experiência deixou o clube após a temporada.

### Era Clarkson
Jogadores Hawks executado através do banner em 2007 Semi Final contra os cangurus, liderado pelo então capitão Richard Vandenberg em seu último jogo.
Alastair Clarkson foi nomeado treinador antes do final da temporada de 2004 e rapidamente retiradas muitos jogadores que eram insatisfatórios ou não integrar-se na sua política de juventude que ele embarcou para reconstruir o clube. O Hawks teve Jarryd Roughead, Lance Franklin, Jordânia Lewis em picaretas 2, 5 e 7, respectivamente, no Projecto de AFL. Ex-Hawk Trent Croad que tinha jogado para o Fremantle Dockers durante 2 anos, retornou ao seu lado original em troca de um projecto de selecção No.10 Ryley Dunn antes da temporada de 2004.
Com Clarkson no leme, o Hawks fez progressos sólidos, e instituiu uma cultura de disciplina no clube. O Hawks venceu apenas 5 jogos e fez um gameplan posse amplamente criticada alta e terminou em 14 º lugar. Hawks fãs ainda considerou ser uma época de pouco sucesso. Lance Franklin, Jarryd Roughead e Jordânia Lewis ganhou todos Rising Nominations Star. Shane Crawford também teve um retorno à forma depois de um terrível 2004, quando ele quebrou o braço, e terminou em 3 a Peter Crimmins medalha. O Hawks recebeu pegar 3 Xavier Ellis, pick 6 Beau Dowler de acabamento 14. Lista gerente Chris Pelchen também trocou o 2001 All-clubes australianos zagueiro Jonathan Hay a norte de Melbourne e Lonie Nathan para Port Adelaide. Em troca, o clube conseguiu pegar 14 Grant Birchall e pegar 18 Max Bailey. O clube teve um recorde de 5 picaretas dentro de 22 com Beau Muston arredondamento os 5 jogadores. Ellis e Birchall passou a desempenhar um papel essencial na Premiership 10 clubes em 2008.
A história de sucesso do ano foi o ex-No.1 Draft Pick Luke Hodge, que se tornou um super-star off meia volta, ganhando a Medalha Pedro Crimmins, Todos os jumper-australiana e chegando a igualdade no 4 medalha de Brownlow, recolhendo 15 votos. Peter Everitt e Trent Croad também foram citados na equipe All-australiano.
Após vários anos de planejamento, o clube mudou sua sede administrativa em Glenferrie Oval para um estado da arte instalações remodeladas em Waverley Park nos estágios iniciais de 2006. Glenferrie Oval era permanecer no lar espiritual do clube.
Em 2006, depois de um início de passageiro, sendo 4-1 Vitória / Sinistralidade após as primeiras 5 rodadas, o Hawks vacilou e caiu a um jogo de 6 derrotas consecutivas antes de quebrar a seca contra Richmond no 12 º assalto, quando Lance Franklin arrancado 6 gols. Um jogo mais 6 maré de derrotas se seguiu, antes de uma outra explosão 6 objetivo de "Buddy" na ronda 19 contra Carlton foi a faísca para um jogo de final 4 vitórias consecutivas, o que ajudou os Hawks Leap Frog Port Adelaide, os cangurus, e Brisbane para terminar o ano em 11 lugar.

## Links
- Site oficial do Hawthorn Football Club
- documentario sobre o Glenferrie Oval estadio do Hawtorn